# Broadband Wireless Access
Unter Broadband Wireless Access (BWA) versteht man den drahtlosen Breitbandanschluss an ein Fernmeldenetz zum Beispiel für den Zugang zum Internet.
BWA ist eine allgemeine Bezeichnung für verschiedene drahtlose Zugangstechnologien wie Wireless Local Loop (WLL), Fixed Broadband Wireless Access (FBWA) oder Mobile Broadband Wireless Access (MBWA). WiMAX (WiMAX-Forum) und HiperMAN (ETSI) sind die diesen Technologien entsprechenden „Marken“.

## Frequenzzuweisung in verschiedenen Ländern
Vom 12. bis 15. Dezember 2006 hat die Bundesnetzagentur die Frequenzen für den Broadband Wireless Access im Bereich von 3400 bis 3600 MHz versteigert. Die Bundesrepublik wurde hierfür in 28 Regionen aufgeteilt. In jeder der Regionen standen vier Frequenzpakete zur Versteigerung: Zum einen die Frequenzpakete mit den Namen A und B, die jeweils 21 MHz umfassen und die in allen Regionen uneingeschränkt zur Verfügung stehen, zum anderen die ebenfalls 21 MHz umfassenden Pakete C und D, für die jedoch nicht das vollständige Spektrum erhältlich war. Einzelheiten zur Versteigerung wurden in der Entscheidung der Präsidentenkammer der Bundesnetzagentur vom 29. September 2006 festgelegt.
In der Schweiz hat die Kommunikationskommission (ComCom, siehe Bundesverwaltung der Schweiz) im Sommer 2006 eine von drei ausgeschriebenen BWA-Konzessionen an die Swisscom Mobile AG erteilt, nachdem die übrigen Interessenten kein verbindliches Angebot eingereicht hatten. Die beiden verbleibenden Konzessionen wurden Ende 2006 erneut öffentlich ausgeschrieben.